# طيون دبق
الطَّيُّونُ الدَّبِقُ أو عِرْقُ الطَّيُّونِ (باللاتينية: Dittrichia viscosa) نوع نباتي ينتمي إلى جنس الطَّبَّاقَةِ من الفصيلة النجمية. منتشر بحوض البحر الابيض المتوسط ويزهر بأشهر يوليو - نوفمبر.
كان هذا النبات يعتبر ضمن جنس الطيون (باللاتينية: Inula) واسمه المرادف (باللاتينية: Inula viscosa) ولكن تم نقله إلى جنس الطيون الزائف.

## صور

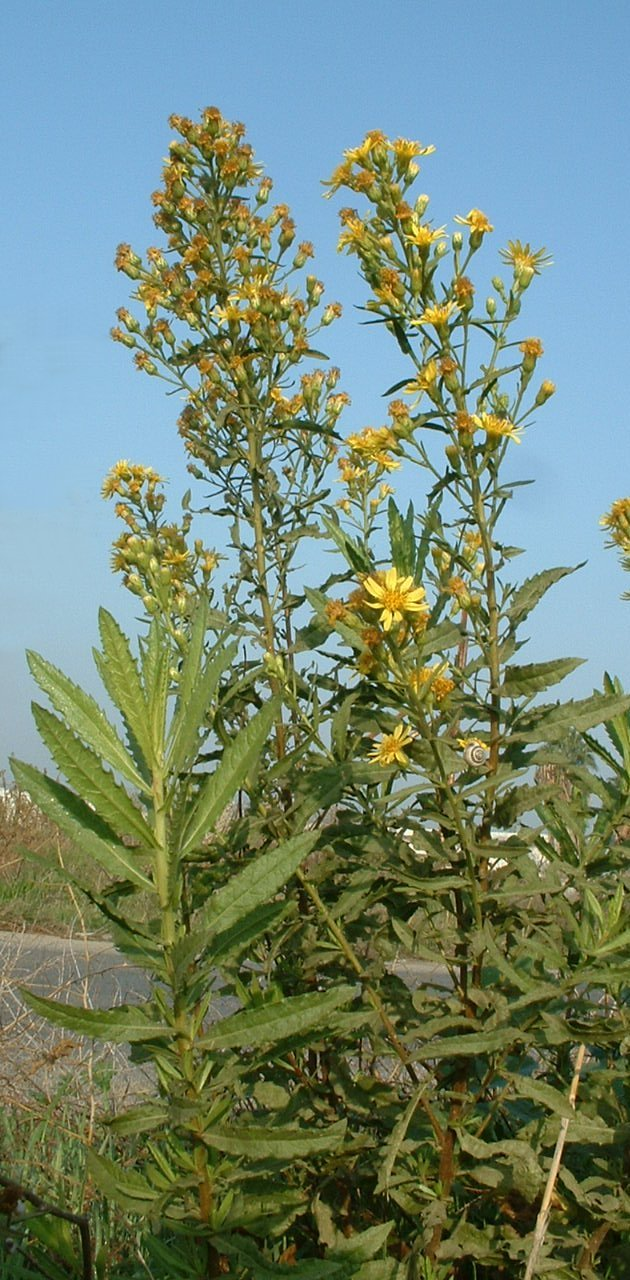
شكل نبتة الطيون الدبق
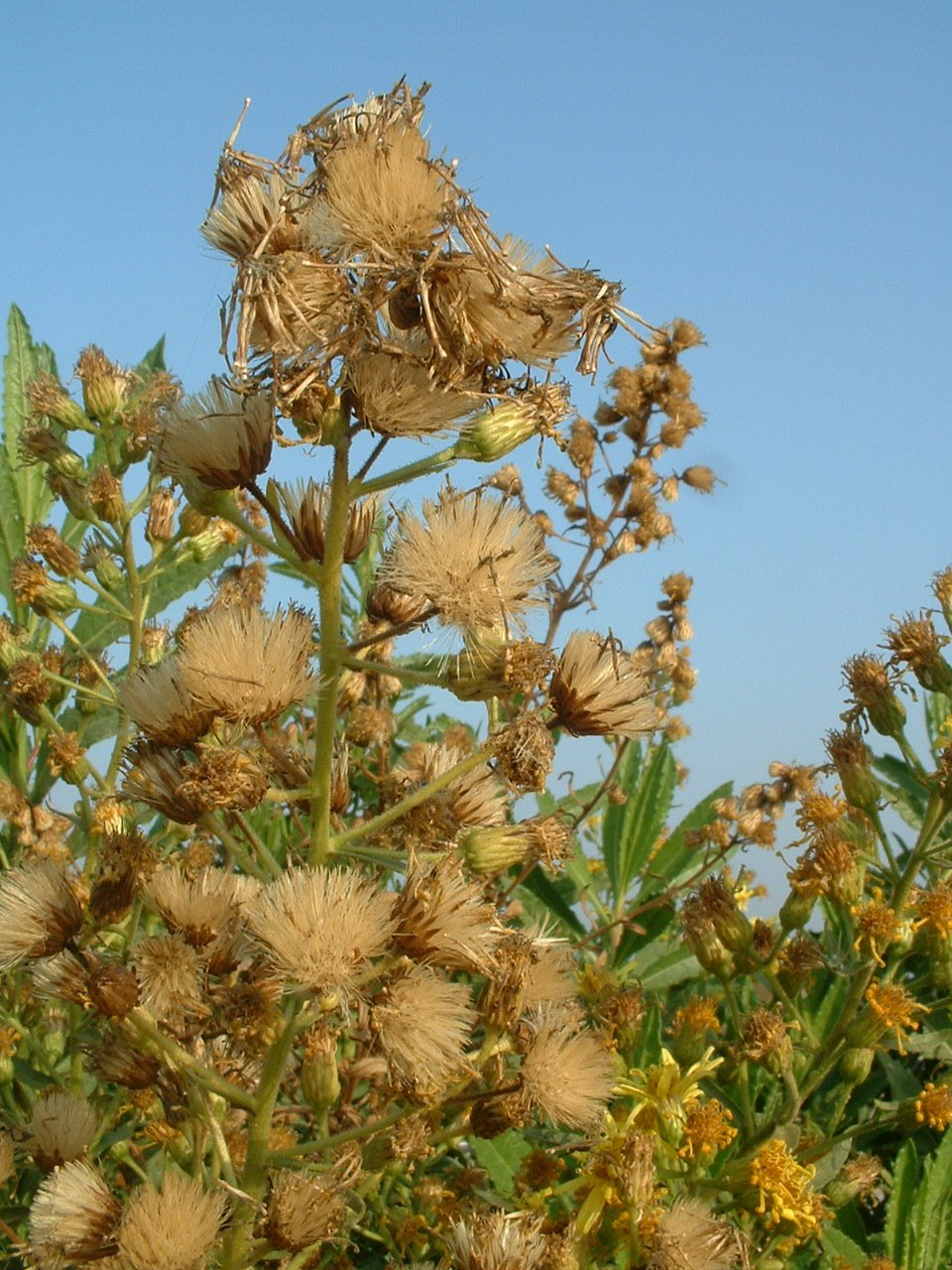
رؤوس البذور
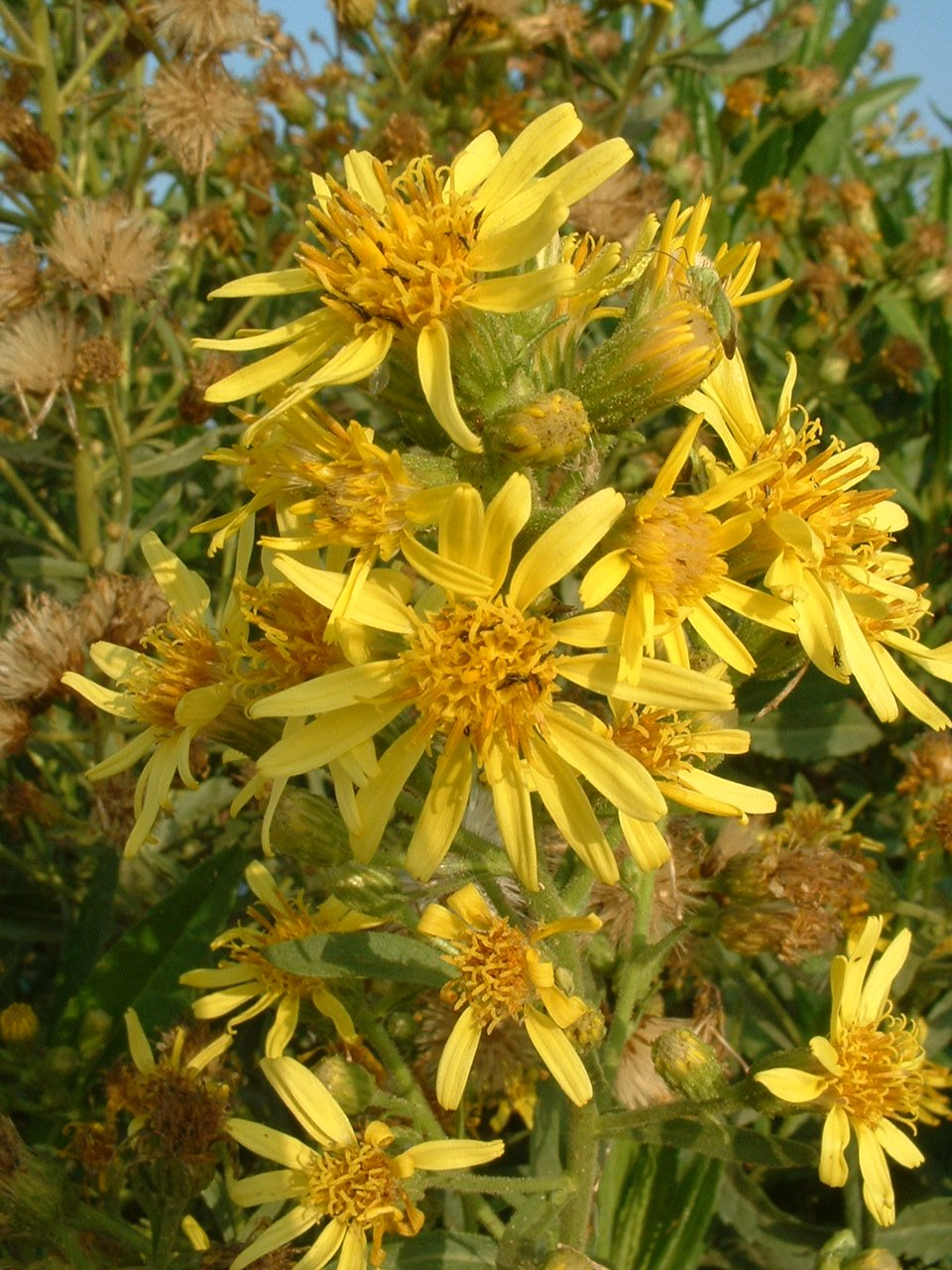
أوراد الطيون الدبق
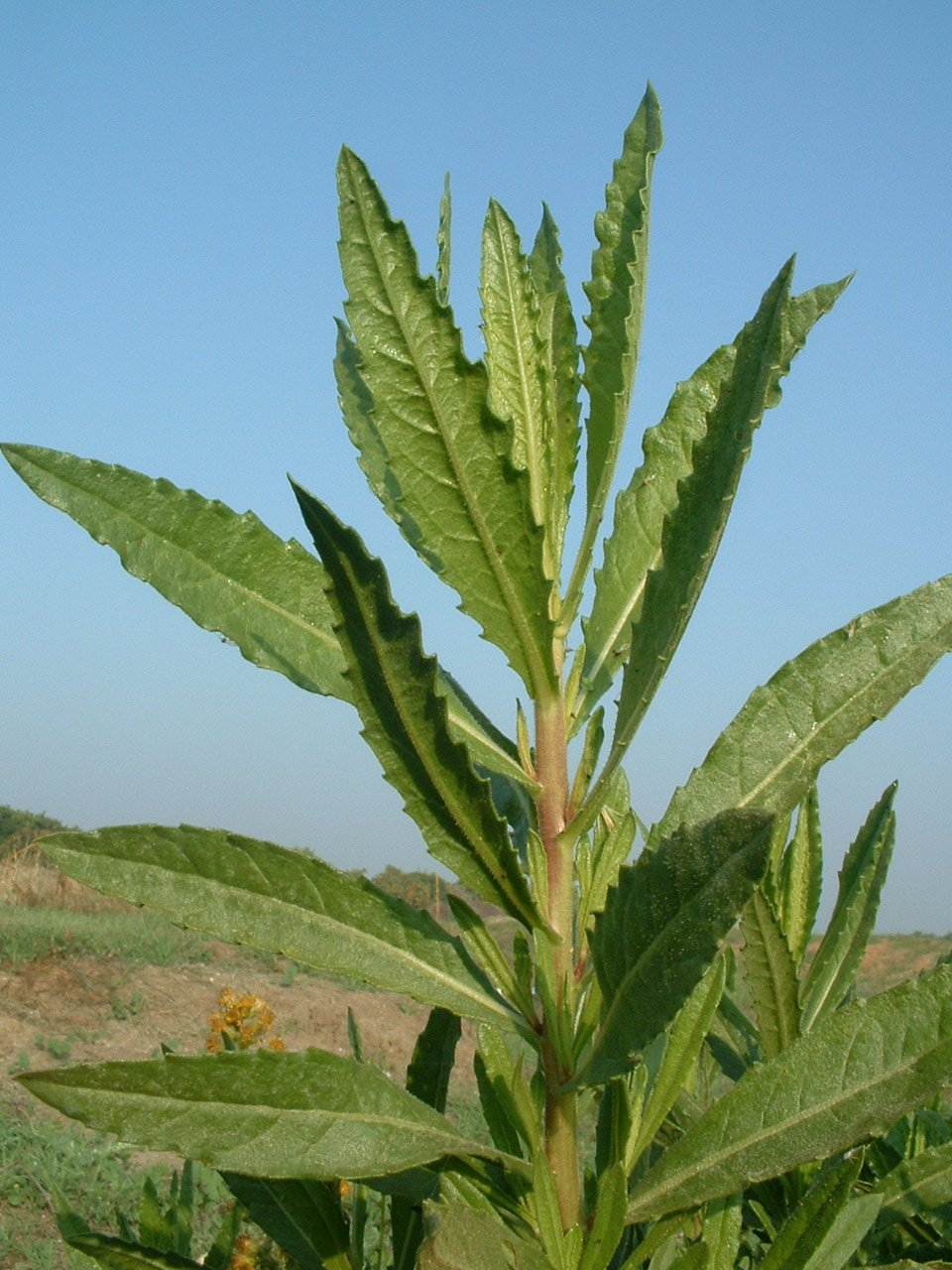
الأوراق
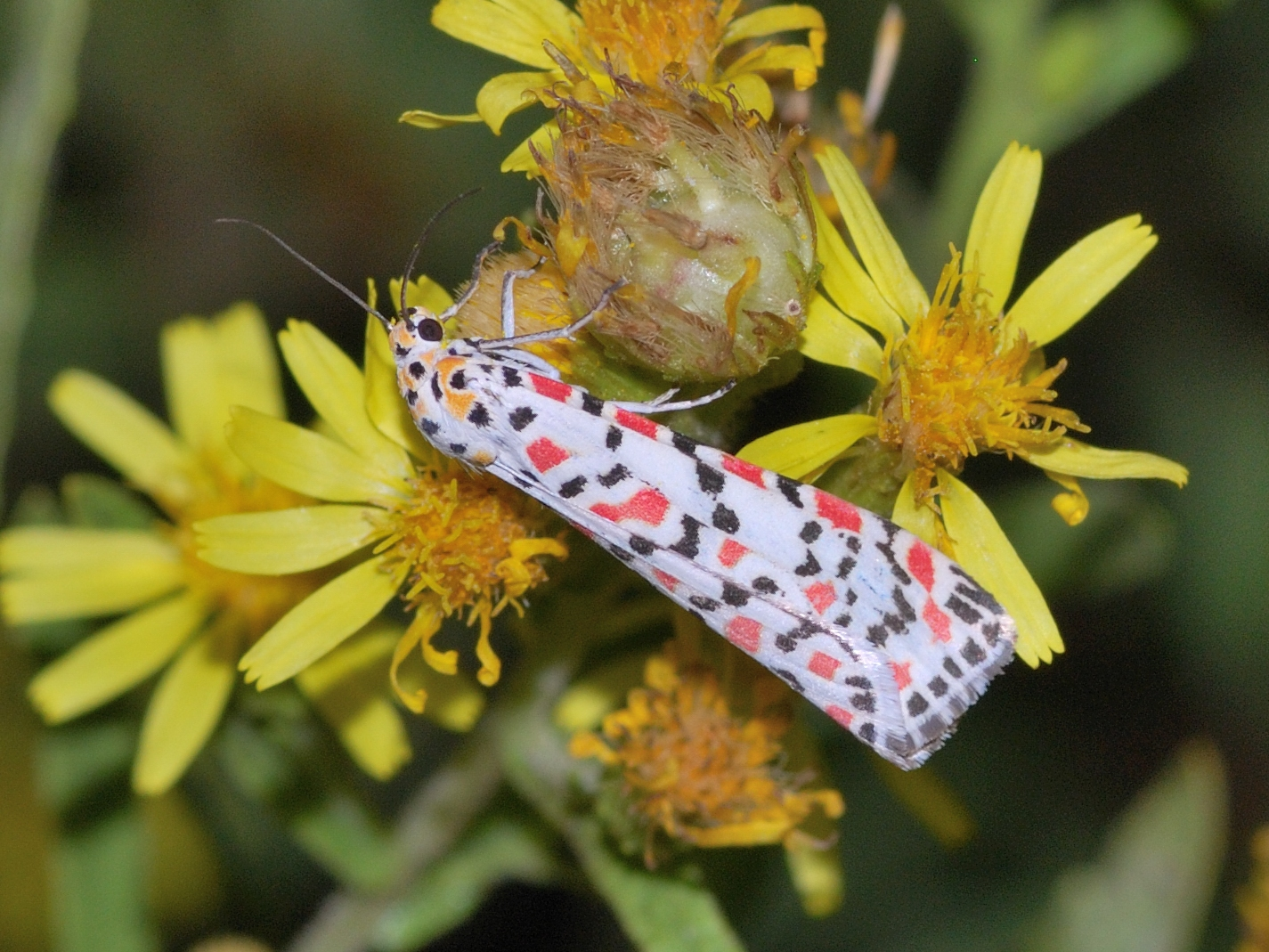
عثة النطش المرقطة بالبقع القرمزية على الطيون الدبق
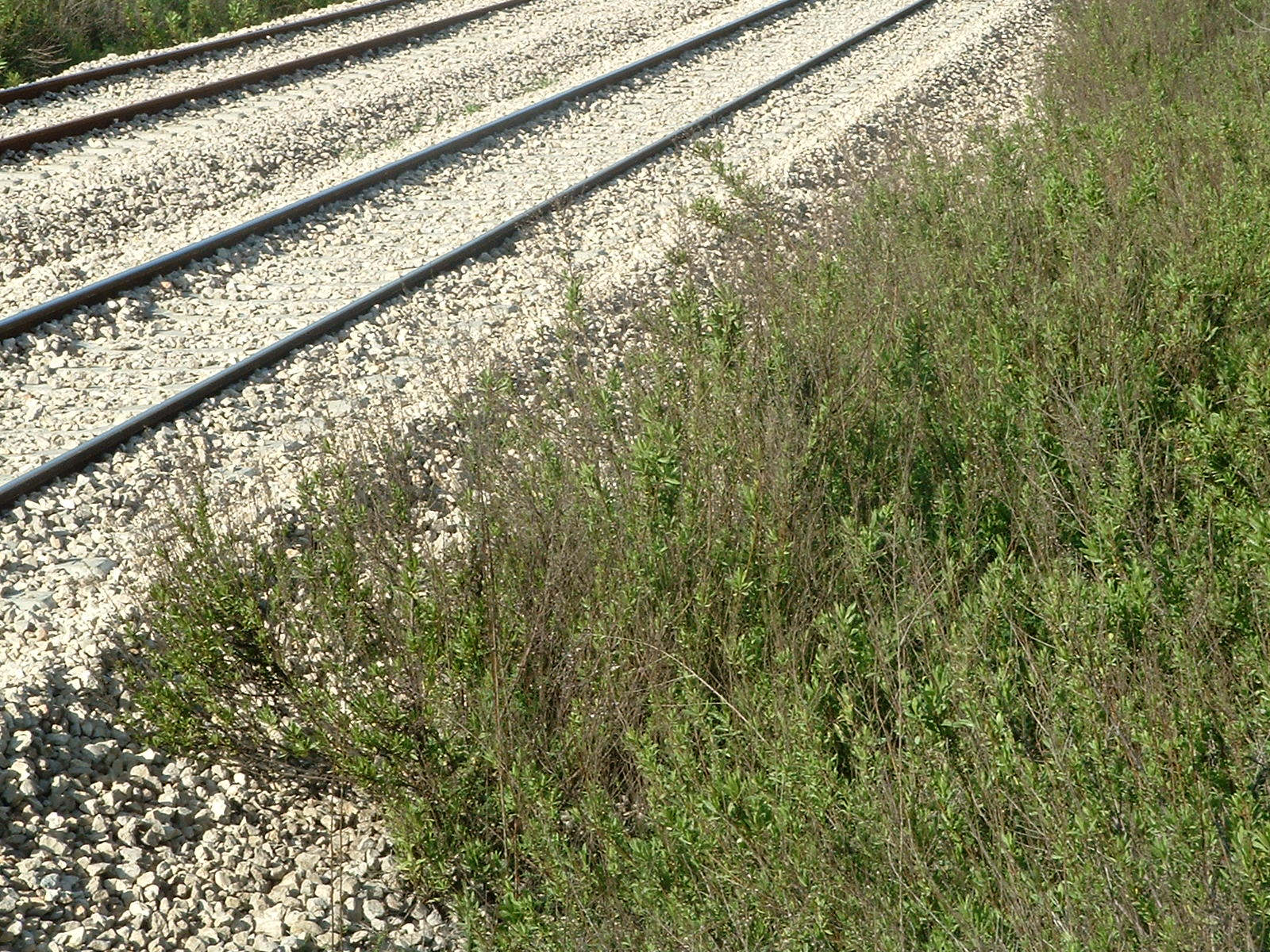
نبتات الطيون الدبق تنمنو بجانب سكة حديد بتاح تكفا-سجولا في فلسطين.
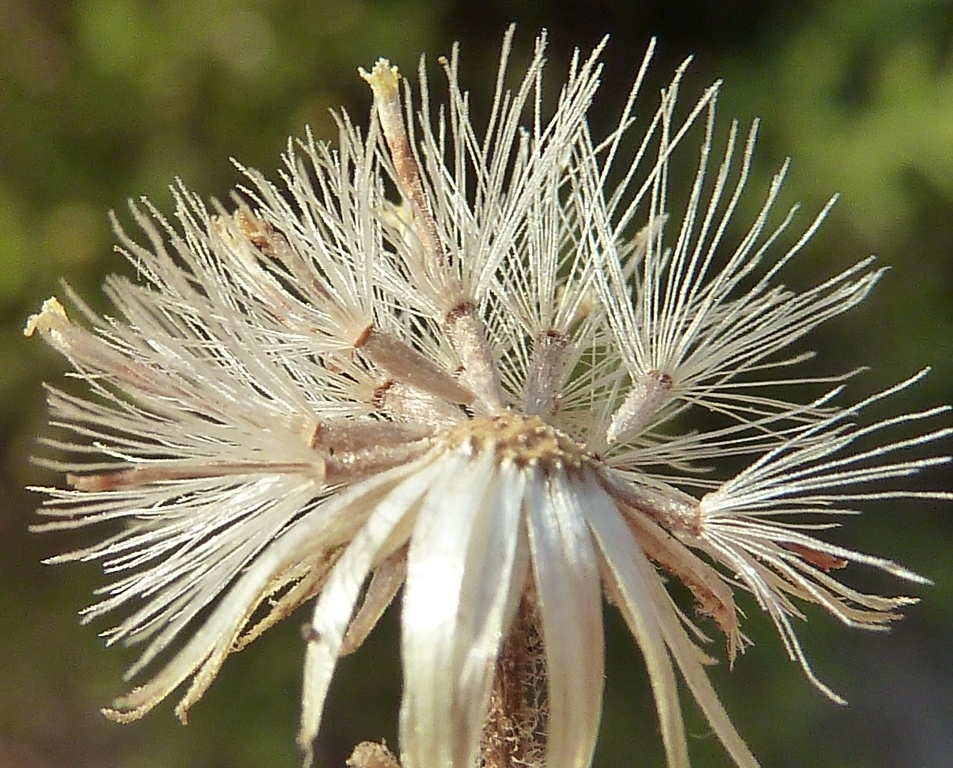
Cipselae in situ